# Philipp Stamma
Philipp Stamma (1705 Aleppo, Sýrie – 1755 Londýn) byl francouzský a britský šachista a šachový teoretik syrského původu. Zasloužil se o rozvoj šachové kompozice, teorii šachové koncovky a uvedl do Evropy algebraickou šachovou notaci.

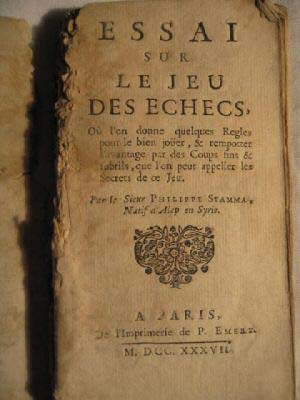
Kniha Philippa Stammy Essai sur le jeu des échecs

Philipp Stamma byl původem Arab ze Sýrie, ve dvacátých letech 18. století se odstěhoval do Paříže, po roce 1737 působil v Londýně, kde hrál profesionálně v Slaughter's Coffee House a stal se nejsilnějším anglickým hráčem. Roku 1737 vydal v Paříži sbírku sta kombinací Essai sur le jeu des échecs (Eseje o šachové hře) s diagramy a od té doby byl mnohými považován za nejsilnějšího hráče světa. V knize je poprvé použita jím vynalezená algebraická notace, která postupně nahradila méně praktickou notaci popisnou a číselnou. Anglické vydání své knihy roku 1745 v Londýně s názvem The Noble Game of Chess (Vznešená hra v šachy) doplnil Stamma kolekcí sedmdesáti čtyř zahájení, ve kterých rozebíral dámský gambit a královský gambit Cunninghamův. Roku 1747 Stammu v zápase porazil Philidor poměrem 8:1 při jedné remíze, i když měl Stamma ve všech partiích bílé kameny a navíc se mu započítávaly všechny remízy jako vítězné partie (tj. oficiální skóre je 2:8 pro Philidora).